# Bul (tøj)
 For alternative betydninger, se Bul. (Se også artikler, som begynder med Bul)
En bul er den ærmeløse kjoleoverdel i den danske folkedragt og er uden stiver. Den er af farvet uld med for af groft vævet hør, og snøres med hægter på forsiden. De bevarede buller er ofte øget i underkanten, fordi moden ændrer sig.
En finere bul lukkes foran med sølvringe og kæde. Bullen menes at være udviklet som en kortere udgave af snørelivet. Et livstykke er som regel længere end en bul og bruges kun som undertøj.

## Moderne strikning
Ved strikning efter norske mønstre anvendes betegnelsen bul for det strikkede rør hvor ærmegab og eventuelt forside-åbning senere skal klippes op. Navnet skyldes muligvis, at strikning efter denne modeltype opstod, mens bullen stadig var i brug i den norske hverdagsdragt.